# 픽셀 3a
픽셀 3a(영어: Pixel 3a) 및 픽셀 3a XL(영어: Pixel 3a XL)은 구글이 설계, 개발, 판매하는 안드로이드 스마트폰이다. 픽셀 3 XL과 픽셀 3 XL의 중간 범위의 변종 역할을 한다. 2019년 5월 7일 구글 I/O에서 픽셀 3 라인업이 발표된 지 7개월 만에 공식 발표되었다. 2020년 8월 3일, 픽셀 4a가 뒤를 이었다.

## 사양

### 디자인
픽셀 3a와 픽셀 3a XL은 '저스트 블랙'(모두 블랙), '클리어리 화이트'(주황색 전원 버튼이 있는 흰색), '퍼플리시'(라벤더, 네온 옐로우 전원 버튼이 있는)의 세 가지 색상으로 제공된다. 픽셀 3a와 픽셀 3a XL은 모두 픽셀 3 XL의 노치에 대한 비판에 따라 더 작은 픽셀 3과 유사하다. 그것들은 더 비싼 다른 제품들과 비슷하게 보이지만, 둘 다 다른 대부분의 스마트폰에서 사용되는 코닝 고릴라 글라스가 아닌 폴리카보네이트 유니바디 구조와 아사히 드래건트레일 글라스를 가지고 있다.

### 하드웨어
픽셀 3a와 픽셀 3a XL은 스냅드래곤 670 칩과 4GB 램을 갖추고 있으며 64GB의 확장 불가능한 eMMC 내장 스토리지를 갖추고 있다. 두 전화 모두 무선 충전, 내수성, 픽셀 비주얼 코어(PVC)가 없으며, 모두 픽셀 3에 표준 탑재되어 있다. 스테레오 스피커와 3.5mm 헤드폰 잭을 갖추고 있으며, 후자는 픽셀 2와 픽셀 3에서 생략되었다. 픽셀 2와 픽셀 3과 달리, 스피커 중 한 개만 앞쪽에서 작동하며, 다른 한 개는 아래쪽에서 작동한다. USB-C 포트는 다른 액세서리를 충전하고 연결하는 데 모두 사용된다. 두 전화 모두 픽셀 2와 픽셀 2 XL로 데뷔한 구글 어시스턴트를 활성화하는 액티브 엣지를 가지고 있다.

#### 카메라
픽셀 3a와 픽셀 3a XL은 픽셀 3에서 볼 수 있는 것과 동일한 1220만 화소 후면 카메라와 800만 화소 전면 카메라를 가지고 있으며, 두 번째 광각 센서가 없다. 그들은 픽셀 3과 동일한 사진 기능 중 많은 것을 특징으로 한다. Google 카메라의 이러한 기능 중 일부는 다음과 같다.
- Night Sight - 플래시나 삼각대 없이 저조도 성능을 획기적으로 향상시킨다.[10]
- 천체 사진 - Google은 천체 사진 모드를 특징으로 하는 개선된 Night Sight로 픽셀 3a를 업데이트했다.[11]
- Super Res Zoom - 초해상도 기술을 사용하여 핸드헬드 쉐이크 및 광학 이미지 안정화를 통해 센서와 렌즈 조합이 전통적으로 달성할 수 있는 것보다 해상도를 높인다.[7]
- Top Shot - HDR+ 사진을 대량으로 촬영하고 자동으로 최고의 사진을 선택한다.[7] 업데이트로 짧은 동영상의 탑샷이 추가되었다.[11]
- 구글 렌즈 - 픽셀 3a 및 픽셀 3a XL의 카메라에 보이는 물체와 텍스트를 인식한다.[12]

픽셀 3a의 구글 포토 기능은 픽셀 3보다 더 제한적이어서 무료 "고품질" 백업으로 제한된다.

### 소프트웨어
픽셀 3a와 픽셀 3a XL은 출시 시점에 안드로이드 9.0 파이를 탑재했다.
픽셀 3a와 픽셀 3a XL은 픽셀 4에서 라이브 캡션, 구글 레코더, 뉴 구글 어시스턴트, 천체 사진 모드, 짧은 비디오를 위한 탑 샷을 포함한 몇 가지 기능을 가지고 업데이트되었다.

### 모델
| 모델  | 유형       | 지역               | SKUs        | SKUs            | SKUs       |
| 모델  | 유형       | 지역               | 저스트 블랙 | 클리얼리 화이트 | 퍼플이쉬   |
| ----- | ---------- | ------------------ | ----------- | --------------- | ---------- |
| G020A | 픽셀 3a XL | 버라이즌           | GA00661-US  |                 | GA00663-US |
| G020B | 픽셀 3a XL | 영국, 유럽 및 APAC |             |                 |            |
| G020C | 픽셀 3a XL | 북아메리카         | GA00664-US  | GA00665-US      | GA00666-US |
| G020D | 픽셀 3a XL | 일본               |             |                 |            |
| G020E | 픽셀 3a    | 버라이즌           | GA00652-US  |                 | GA00654-US |
| G020F | 픽셀 3a    | 영국, 유럽 및 APAC |             |                 |            |
| G020G | 픽셀 3a    | 북아메리카         | GA00655-US  | GA00656-US      | GA00657-US |
| G020H | 픽셀 3a    | 일본               |             |                 |            |

### 셀룰러 네트워크
| 픽셀 3a 및 픽셀 3a XL 지역 버전 | 밴드                 | 밴드           | 밴드            | 밴드                                                     |
| 픽셀 3a 및 픽셀 3a XL 지역 버전 | GSM (2G)             | CDMA (3G)      | UMTS (3G)       | LTE (4G)                                                 |
| ------------------------------- | -------------------- | -------------- | --------------- | -------------------------------------------------------- |
| 북아메리카                      | 850, 900, 1800, 1900 | BC0, BC1, BC10 | 1-2, 4-5, 8     | 1-5, 7-8, 12-14, 17, 20, 25-26, 28-30, 38, 40-41, 66, 71 |
| 버라이즌                        | 850, 900, 1800, 1900 | BC0, BC1, BC10 | 1-2, 4-5, 8     | 1-5, 7-8, 12-13, 17, 20, 25-26, 28, 32, 38, 40-41, 66    |
| 영국, 유럽 및 APAC              | 850, 900, 1800, 1900 | BC0, BC1, BC10 | 1-2, 4-5, 8     | 1-5, 7-8, 12-13, 17, 20, 25-26, 28, 32, 38, 40-41, 66    |
| 일본                            | 850, 900, 1800, 1900 | 빈칸           | 1-2, 4-6, 8, 19 | 1-5, 8, 12-13, 17-19, 21, 26, 28, 38, 41                 |

## 반응
픽셀 3a의 카메라 품질은 높이 평가되었으며, 톰스 가이드는 이를 카메라를 위한 "새로운 미드레인지 벤치마크"라고 불렀다. 톰스 가이드는 픽셀 3a에게 에디터스 초이스 상과 4.5/5의 평점을 주었으며, "400달러짜리 전화기에 당신이 원하는 최고의 카메라, 소프트웨어, 디스플레이를 가지고 있다"고 결론지었다. The Verge는 마찬가지로 긍정적이며, 3a XL과 3a XL 모두 8/10으로 "픽셀 3에서 얻은 것과 거의 구별할 수 없는 사진을 찍는다"고 말했다. 배터리 수명과 빌드 품질도 칭찬받았으며, 리뷰어들은 더 느린 프로세서와 무선 충전 및 내수성 부족에 대해 비판적이었다.
3a는 DxO마크(아이폰 XR과 일치하고 픽셀 3에 1점 모자라다)로부터 총점 101점을 받았고, 사진 점수는 103점, 비디오 점수는 98점을 받았다.
픽셀 3a와 3a XL은 2019년 2분기 구글의 스마트폰 판매량을 두 배로 끌어올렸다.

## 문제점
- 일부 사용자는 디지털 웰빙을[20] 해제하면 성능이 향상된다고 보고했다. Google은 디지털 웰빙이 성능에 부정적인 영향을 미치지 않는다고 주장하지만 이 문제는 다른 픽셀 장치에도 영향을 미친다.[21]
- 픽셀 3a 및 3a XL은 일부 사용자가 임의로 전화기를 종료하는 전원 문제를 경험했다.[22][23][24]
- 일부 장치에서도 제조상의 결함이 발견되었는데, 스피커와 USB-C 포트의 하단이 비뚤어져 있어 후자가 충전을 방해할 수 있다.[25]